# Schunkea vierlingii
Schunkea vierlingii är en orkidéart som beskrevs av Karlheinz Senghas. Schunkea vierlingii ingår i släktet Schunkea och familjen orkidéer. Inga underarter finns listade i Catalogue of Life.